# 多田羅譲治
多田羅 譲治（たたら じょうじ、1949年〈昭和24年〉11月11日 - ）は、香川県坂出市出身の政治運動家。NPO法人「明日に架ける橋」代表、福祉生協かがわ専務理事。

## 立候補歴
- 1989年 坂出市長選挙　　無所属　得票数 13,402  落選　対立候補は松浦稔明
- 1998年 香川県知事選挙　無所属　得票数 55,933　落選　対立候補は真鍋武紀
- 2002年 香川県知事選挙　無所属　得票数 77,527　落選　対立候補は真鍋武紀と、佐佐木アシュファ麻コ
- 2006年 香川県知事選挙　無所属　得票数 98,493　落選　真鍋武紀に三度敗れる

## 略歴
- 1968年 香川県立高松高等学校卒業、東京大学文科I類入学。ノンセクトとして学校封鎖や安田講堂事件の現場に居合わす一方、漕艇部活動にも打ち込み、20歳で学生結婚する。大学側の無試験進級策に反対して、必修単位のレポートを敢えて提出しなかったため、2年留年。
- 1974年 東京大学法学部卒業。
- 1978年 家業の薬局チェーン経営を継ぐため高松市に帰郷。
- 1981年 実家のある坂出市に転居。
- 1983年 坂出市で、市民オンブズマン参加型市政を目指す「横丁通信」活動を開始。
- 1985年 坂出商工会議所常任委員に就任。
- 1987年 香川テレビ放送網で自主制作番組「横丁ちゃんねる」を開始。
- 1989年 坂出市長選挙に無所属（「さかいで21世紀をいっしょに創る会」）で立候補したが、落選。その後、香川県生活協同組合（現コープかがわ）で常務理事、専務理事を歴任。
- 1997年 コープかがわを退任。真鍋光広らと共に「市民・ネットワーク・パーティ（民主党香川）」を結党。
- 1998年 旧民主党の改変に伴う混乱で中央政界との関係が疎遠になったため、民主党香川を離れ無党派の勝手連組織「チヂダス」（知事を出す、の意）を結成。これを運動母体に、脱談合、反天下りと県政の透明化を掲げて香川県知事選挙に立候補したが、オール与党推薦の元キャリア官僚で、高校～大学の先輩に当る真鍋武紀との、無所属・新人同士の闘いに大敗。
- 1999年 「チヂダス」の活動を引き継ぎ、地域振興ミニコミ誌「さぁかす」を創刊。
- 2002年 環境問題とプール金の存在が焦点化した香川県知事選挙に、無所属（「あすの香川を創ろう会」）で再立候補。当初は資金カンパと選挙ボランティア主体の勝手連運動に拘泥し、既製政党からの協力の申し出を固辞していたが、苦戦するに従い翻意して、独自候補者擁立を断念した自由党と、共産党県委、更に社民党県連の一部より実質支援を受け入れたものの、低投票率に第三の候補との票割れが重なり、落選（2度目）。応援に平野貞夫（自由党副幹事長＝当時）、宮崎学、戸田久和らが駆け付けた。
- 2003年 「さぁかす」をNPO法人化した「明日に架ける橋」を設立。
- 2004年 「福祉生協かがわ」を設立。
- 2005年 身障者向け授産所を設立。
- 2006年 香川県知事選挙に無所属（「あすの香川を創ろう会」）で再々立候補。共産党県委は最初から支持し、本部から「原則相乗り禁止」の方針を下された民主党県連と連合香川、加えて社民党県連も候補者を立てられず自主投票に陥ったため、それらの一部が支援に回ったが、投票率の更なる低下も響き、真鍋武紀との一騎討ちにダブルスコアで完敗した（3度目）。但し、回を追う毎に得票数・得票率は上昇していた。
- 2010年 この年の香川県知事選挙には出馬しなかった。なお、共産党は公認候補を立てた。